# Corbas
Corbas és un municipi francès, situat a la metròpoli de Lió i a la regió de Alvèrnia - Roine-Alps. L'any 2007 tenia 9.450 habitants.

## Demografia

### Població
El 2007 la població de fet de Corbas era de 9.450 persones. Hi havia 3.435 famílies de les quals 626 eren unipersonals (274 homes vivint sols i 352 dones vivint soles), 973 parelles sense fills, 1.465 parelles amb fills i 371 famílies monoparentals amb fills.
La població ha evolucionat segons el següent gràfic:
Habitants censats

### Habitatges
El 2007 hi havia 3.557 habitatges, 3.478 eren l'habitatge principal de la família, 7 eren segones residències i 71 estaven desocupats. 2.362 eren cases i 1.183 eren apartaments. Dels 3.478 habitatges principals, 2.629 estaven ocupats pels seus propietaris, 772 estaven llogats i ocupats pels llogaters i 77 estaven cedits a títol gratuït; 38 tenien una cambra, 162 en tenien dues, 534 en tenien tres, 1.230 en tenien quatre i 1.514 en tenien cinc o més. 2.965 habitatges disposaven pel capbaix d'una plaça de pàrquing. A 1.428 habitatges hi havia un automòbil i a 1.842 n'hi havia dos o més.

### Piràmide de població
La piràmide de població per edats i sexe el 2009 era:
| Homes | Edats   | Dones |
| ----- | ------- | ----- |
| 0     | 95 o +  | 12    |
| 8     | 90 a 94 | 8     |
| 16    | 85 a 89 | 44    |
| 20    | 80 a 84 | 36    |
| 72    | 75 a 79 | 104   |
| 116   | 70 a 74 | 108   |
| 120   | 65 a 69 | 128   |
| 168   | 60 a 64 | 156   |
| 276   | 55 a 59 | 268   |
| 360   | 50 a 54 | 400   |
| 404   | 45 a 49 | 428   |
| 348   | 40 a 44 | 420   |
| 316   | 35 a 39 | 344   |
| 376   | 30 a 34 | 332   |
| 220   | 25 a 29 | 264   |
| 336   | 20 a 24 | 280   |
| 460   | 15 a 19 | 444   |
| 392   | 10 a 14 | 416   |
| 332   | 5 a 9   | 288   |
| 236   | 0 a 4   | 244   |

## Economia
El 2007 la població en edat de treballar era de 6.480 persones, 4.786 eren actives i 1.694 eren inactives. De les 4.786 persones actives 4.451 estaven ocupades (2.287 homes i 2.164 dones) i 335 estaven aturades (142 homes i 193 dones). De les 1.694 persones inactives 595 estaven jubilades, 656 estaven estudiant i 443 estaven classificades com a «altres inactius».

### Ingressos
El 2009 a Corbas hi havia 3.505 unitats fiscals que integraven 9.480,5 persones, la mediana anual d'ingressos fiscals per persona era de 20.770 €.

### Activitats econòmiques
Dels 591 establiments que hi havia el 2007, 1 era d'una empresa extractiva, 19 d'empreses alimentàries, 6 d'empreses de fabricació de material elèctric, 2 d'empreses de fabricació d'elements pel transport, 39 d'empreses de fabricació d'altres productes industrials, 49 d'empreses de construcció, 151 d'empreses de comerç i reparació d'automòbils, 80 d'empreses de transport, 20 d'empreses d'hostatgeria i restauració, 3 d'empreses d'informació i comunicació, 43 d'empreses financeres, 18 d'empreses immobiliàries, 94 d'empreses de serveis, 45 d'entitats de l'administració pública i 21 d'empreses classificades com a «altres activitats de serveis».
Dels 108 establiments de servei als particulars que hi havia el 2009, 1 era una gendarmeria, 1 oficina de correu, 7 oficines bancàries, 16 tallers de reparació d'automòbils i de material agrícola, 3 tallers d'inspecció tècnica de vehicles, 4 autoescoles, 6 paletes, 9 guixaires pintors, 2 fusteries, 7 lampisteries, 8 electricistes, 3 empreses de construcció, 10 perruqueries, 1 veterinari, 5 agències de treball temporal, 14 restaurants, 6 agències immobiliàries, 2 tintoreries i 3 salons de bellesa.
Dels 24 establiments comercials que hi havia el 2009, 3 eren supermercats, 1 una gran superfície de material de bricolatge, 2 botiges de menys de 120 m², 7 fleques, 1 una carnisseria, 1 una botiga de congelats, 4 llibreries, 2 botigues de roba, 1 una joieria i 2 floristeries.
L'any 2000 a Corbas hi havia 18 explotacions agrícoles que ocupaven un total de 396 hectàrees.

## Equipaments sanitaris i escolars
Els 3 equipaments sanitaris que hi havia el 2009 eren farmàcies.
El 2009 hi havia 3 escoles elementals. Corbas disposava d'un col·legi d'educació secundària amb 461 alumnes.
Corbas disposava d'un centre de formació no universitària superior.

## Poblacions més properes
El següent diagrama mostra les poblacions més properes.